# Theo van Brunschot
Theodorus (Theo) van Brunschot, (Eindhoven, 12 oktober 1937 – aldaar, 13 oktober 1997) was een Nederlands beeldhouwer en schilder.

## Leven en werk
Van Brunschot werd opgeleid aan de Middelbare Kunstnijverheidsschool in Maastricht (1953-1955), als leerling van Charles Vos, en volgde de avondleiding van de Akademie voor Industriële Vormgeving in Eindhoven (1955-1960) bij Jac van Rhijn. Overdag deed hij ervaring op als steenhouwer. Begin jaren 70 ontving hij een aantal keren een stipendium van het Ministerie van Cultuur, Recreatie en Maatschappelijk Werk. In 1977 kreeg hij zijn eerste monumentale opdracht van de gemeente Rosmalen; hij maakte een driedelig beeld dat op het plein bij het gemeentehuis werd geplaatst. Hoewel Van Brunschot ook met brons werkte, was hij vooral steenbeeldhouwer. Aanvankelijk werkte hij met steensoorten als tufsteen en muschelkalk, later werkte hij vooral met graniet.
Exposities
Van Brunschot was lid van de Beroepsvereniging van Beeldende Kunstenaars. Hij exposeerde meerdere malen, vooral in de buitenlucht, onder andere eind jaren 60 - begin jaren 70 in de Keukenhof. In 1971 exposeerde hij samen met zijn vrouw Adriana van Poppel, die wandkleden maakte. Het werk van Van Brunschot en dat van tien andere beeldhouwers, onder wie Ans Hey, Jan Meefout en Cor van Noorden, was ook te zien bij de expositie De druppel holt de steen uit in het Nijenhuis in Wijhe en het Provinciehuis in Zwolle (1986).
De beeldhouwer overleed in 1997, een dag na zijn 60e verjaardag.

## Werken (selectie)
- 1959: Kop, stadhuis Eindhoven.
- 1965: De Peelwerker of De Turfsteker, doctor Huub van Doorneweg in Deurne.
- 1969: De schepping, bolgewas, stengel en pijp (1969) aan de Beethovenlaan/Zandbosweg in Deurne.
- 1970: Kubus, raadhuis Bennebroek.
- 1970: Opgericht teken, ziekenhuis St. Odilia, Geleen
- 1972: Ronde vorm, centrifugaal, Jan Smitslaan in Eindhoven.
- 1973: Zuil, in het Stadswandelpark in Eindhoven.
- 1976: Ring, in het Stadswandelpark in Eindhoven.
- 1977-1978: Driedelige plastiek op het plein voor het gemeentehuis in Rosmalen.
- 1982: Fontein, huize Het Gruytveld, Terheijden.
- 1983: Liggend beeld, Prins Bernhardplantsoen, Hengelo.
- 1984-1987: Triade, in het Stadswandelpark in Eindhoven.
- 1988: Beeld voor de voorouders, Jacob van Maerlantlaan, Eindhoven.
- 1988: Gebroeders Hornemannmonument, Gebroeders Hornemannplantsoen, Eindhoven.
- 1990: Anne Frankmonument, Anne Frankplantsoen, Eindhoven.
- 1992: Communicatie, Europalaan in Son
- 1998: Zonnebeeld, in het Stadswandelpark in Eindhoven. Na zijn overlijden voltooid door zijn weduwe.

## Galerij

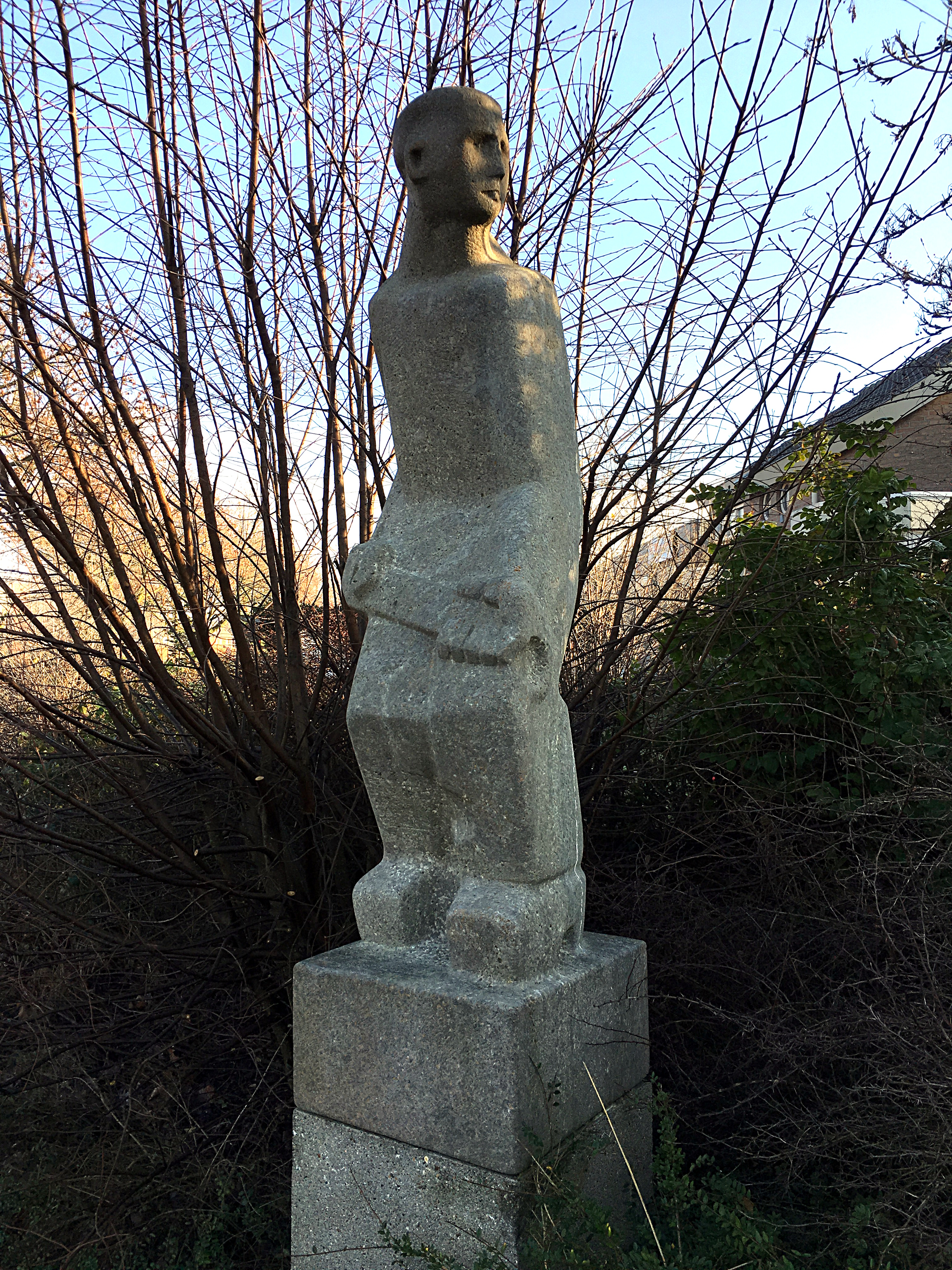
De Peelwerker (1965)
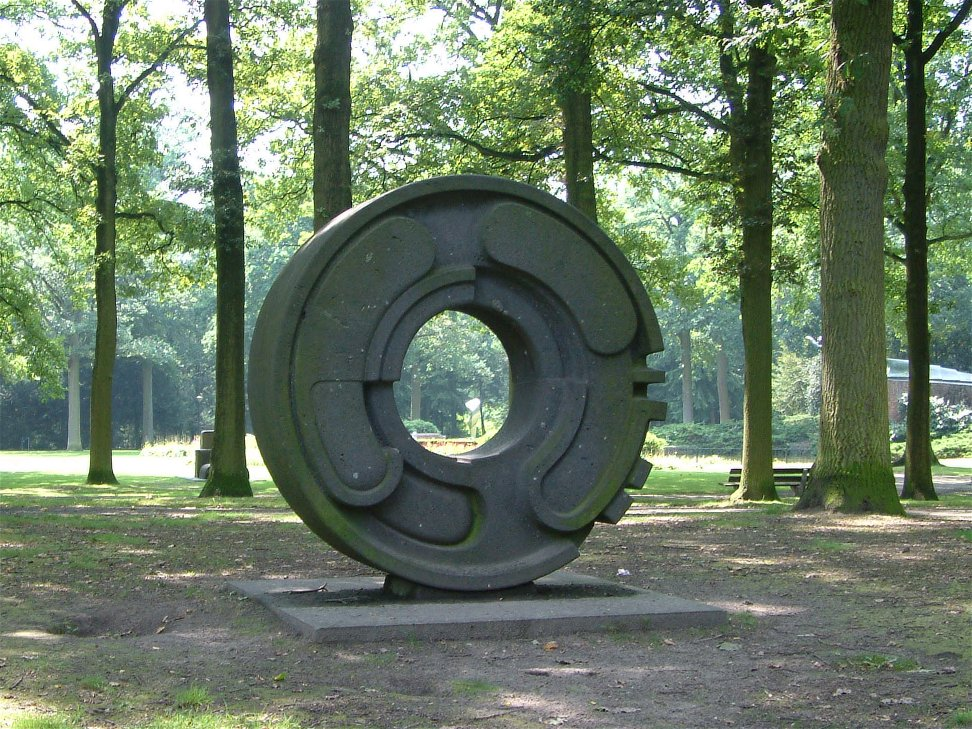
Ring (1976)
Triade (1984-1987)
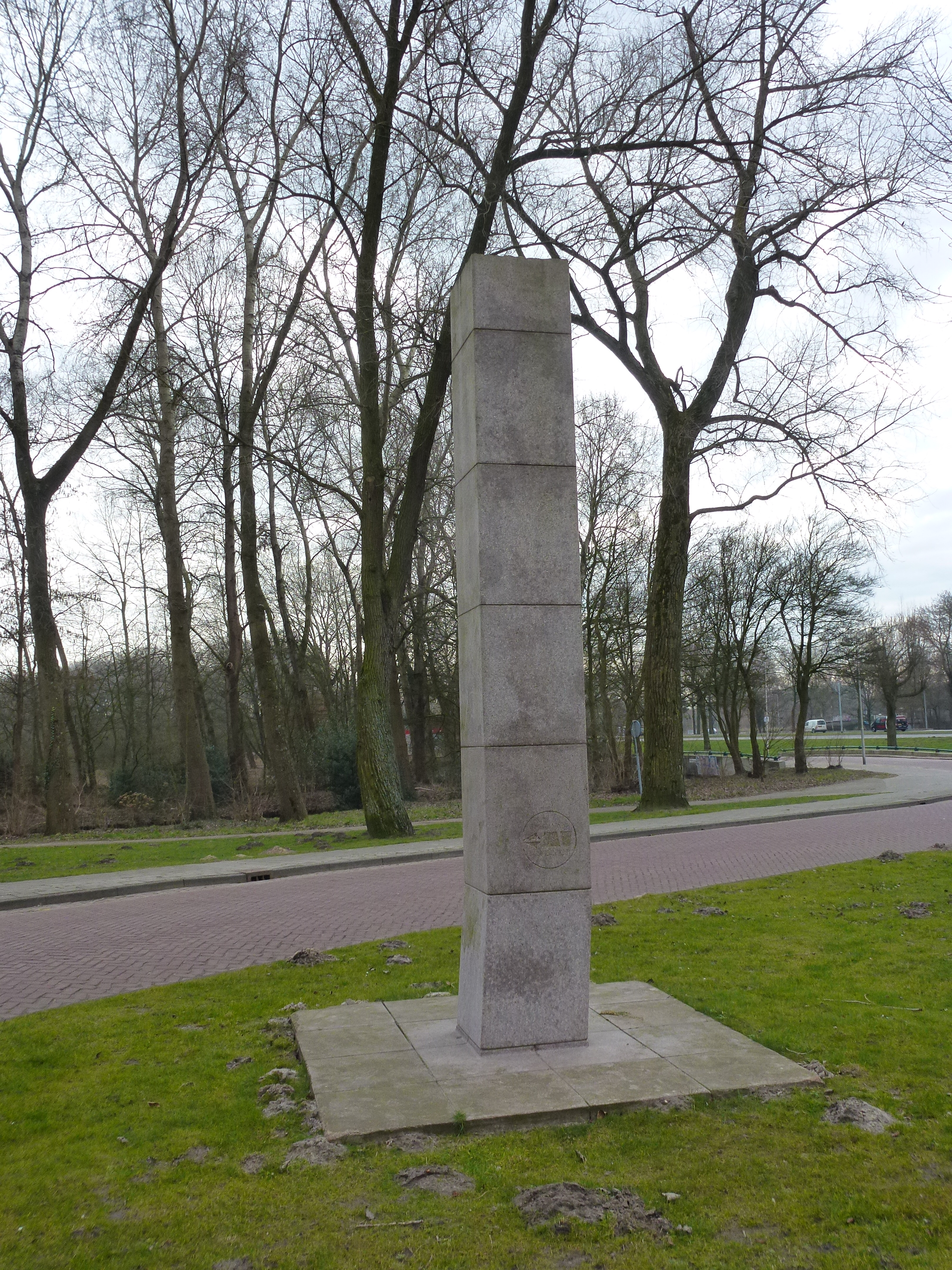
Beeld voor de voorouders (1988)
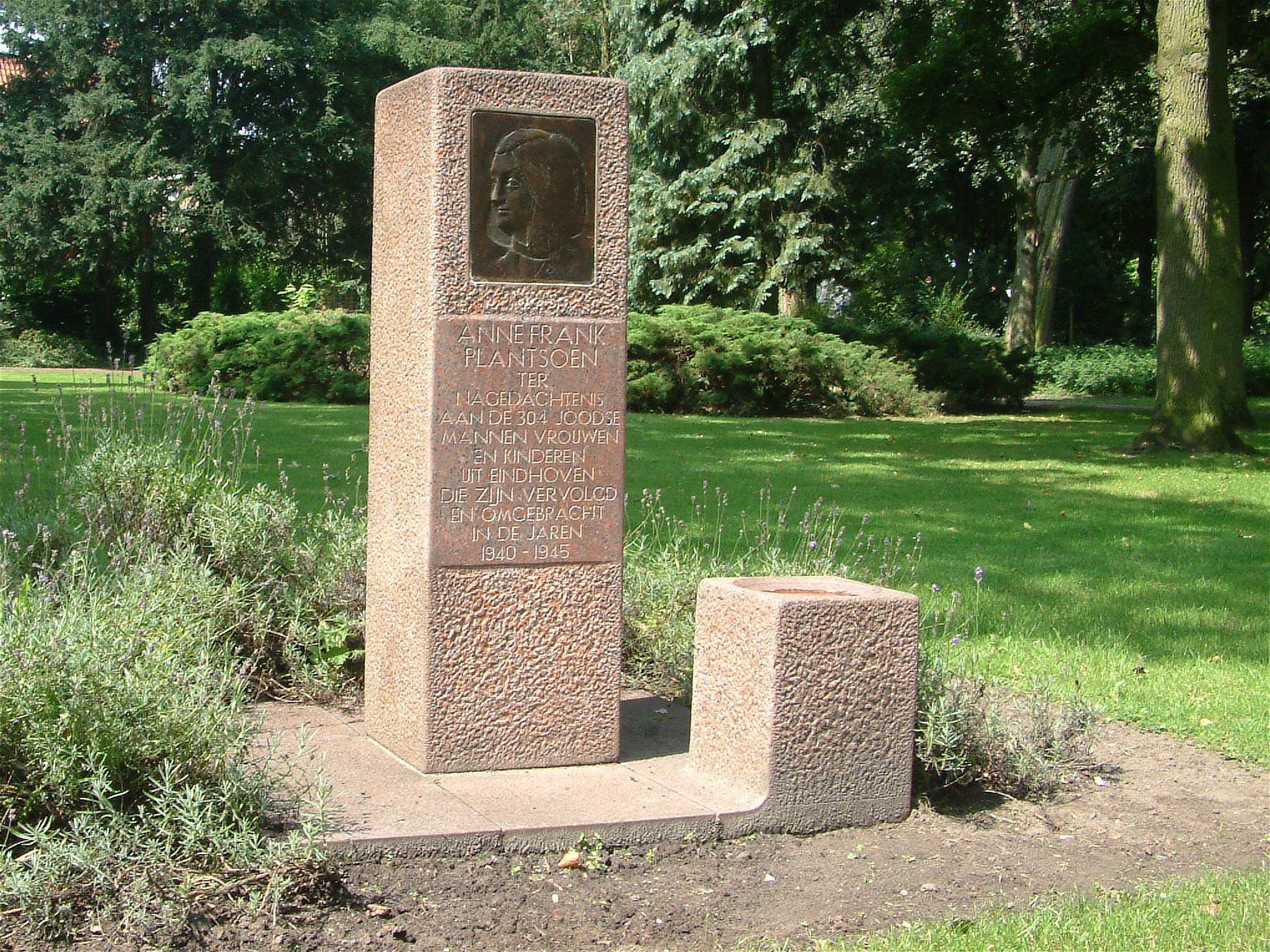
Anne Frankmonument (1990)

- Nederlandse Thesaurus van Auteursnamen: 074940686
- RKD-Nederlands Instituut voor Kunstgeschiedenis: 13570
- Union List of Artist Names: 500066044
- Virtual International Authority File: 96135888
- WorldCat: E39PBJyWP473kwrb8MQdjJPG73